# V.K. Sasikala
Vivekanandan Krishnaveni Sasikala, född 18 augusti 1954, är en indisk affärskvinna och indisk politiker som  ärpartiledare för All India Anna Dravida Munnetra Kazhagam (AIADMK), ett dravidiskt parti. Hon var nära medarbetare till J. Jayalalithaa, premiärminister för Tamil Nadu, som ledde All India Anna Dravida Munnetra Kazhagam (AIADMK) från 1989 till sin död 2016, och hustru till den bortgångne författaren och politikern M. Natarajan. Efter Jayalalithaas död valde partiets allmänna råd Sasikala till AIADMK:s generalsekreterare. Sasikala uteslöts dock ur partiet och tvingades bort från premiärministerposten den 20 augusti 2017.